# Sebastião Leal
Sebastião Leal est une municipalité brésilienne située dans l'État du Piauí.